# Pandémie (film, 2009)
Pour les articles homonymes, voir Pandémie (homonymie).
Pour plus de détails, voir Fiche technique et Distribution.
Pandémie (感染列島, Kansen rettō) est un film japonais réalisé par Takahisa Zeze. Le film est projeté au Festival de Cannes en 2008 et est sorti en 2009 au Japon. Il a pour thème une pandémie engendrée par un nouveau type de virus.

## Synopsis
Tsuyoshi Matsuoka (Satoshi Tsumabuki) est un médecin travaillant à l'Accueil et traitement des urgences d'un hôpital. Il reçoit un patient ayant une forte fièvre, des convulsions, des vomissements de sang, etc. Ces symptômes atypiques sont engendrés par un virus qui se diffuse immédiatement dans l’hôpital où Matsuoka travaille. On envoie à l'hôpital Eiko Kobayashi (Rei Dan), une médecin de l'Organisation mondiale de la santé. Kobayashi prévoit les effets dévastateurs que pourrait engendrer la pandémie et des mesures sont prises pour l'enrayer...

## Fiche technique
- Titre : Pandémie
- Titre original : 感染列島 (Kansen rettō?)
- Réalisation : Takahisa Zeze
- Scénario : Takahisa Zeze, Takashi Hirano et Atsuyuki Shimoda
- Photographie : Kōichi Saitō
- Montage : Isao Kawase
- Direction artistique : Hirokazu Kanakatsu
- Musique : Gorō Yasukawa
- Production : Takashi Hirano et Atsuyuki Shimoda
- Pays d'origine :  Japon
- Langue originale : japonais
- Format : couleur - 1,85:1 - Dolby Digital
- Genre : film catastrophe - drame - science-fiction
- Durée : 138 min
- Dates de sortie :
  - Japon : 17 janvier 2009[1]

## Distribution
- Satoshi Tsumabuki : Tsuyoshi Matsuoka
- Rei Dan : Eiko Kobayashi
- Ryōko Kuninaka : Takako Mita
- Yūji Tanaka : Eisuke Mita
- Chizuru Ikewaki : Mami Manabe
- Takanori Takeyama : Kōsuke Suzuki
- Ken Mitsuishi : Shōsuke Kamikura
- Midoriko Kimura : Miwa Ikehata
- Kyūsaku Shimada : Shūji Tachibana
- Akio Kaneda : Ryōzō Takayama
- Bokuzō Masana : Michikusa Tamura
- Kōichi Satō : Kazuma Andō